# Thomas Case
Thomas Case (1598 – 30 maggio 1682) è stato un religioso inglese, partecipò come ministro del culto all'Assemblea di Westminster, di fede presbiteriana, inizialmente schierato con il Parlamento, a seguito dell'esecuzione di Carlo I, si avvicinò ai realisti fino ad adoperarsi per la Restaurazione.

## Biografia
Nato nella contea del Kent, suo padre, George Case, era vicario della parrocchia di Boxley, nell'attuale distretto di Maidstone. Il suo percorso educativo iniziò a Canterbury e successivamente fece il suo ingresso nell'istituto privato di Merchant Taylors' School di Londra nel 1615. Nel 1616 ottenne l'ingresso al Christ Church dell'Università di Oxford, dove ottenne il Master of Arts il 26 giugno 1623, anche per intercessione di Tobie Matthew, Arcivescovo di York. Durante gli anni di studi universitari strinse amicizia con Richard Herrick, consanguineo del poeta Robert Herrick, e quando costui ottenne da re Carlo I la sua prima nomina come ministro del culto di Repps with Bastwick, nel Norfolk, Case lo seguì diventando curato nella stessa parrocchia. Successivamente Case venne nominato pastore della vicina parrocchia di Erpingham, dove rimase per circa dieci anni. Nell'ultimo periodo del suo soggiorno ad Erpingham, Case fu sottoposto alle attenzioni malevoli del vescovo Matthew Wren, della Diocesi di Ely, strenuo seguace della riforma di William Laud e persecutore dei puritani.

Quando il suo amico Robert Herrick ottenne da Carlo I nel 1635 l'incarico di ministro laico della Cattedrale di Manchester, Case lo seguì, diventando ben presto molto popolare come predicatore nella vicina città di Salford. L'8 agosto 1637 si sposò a  Stockport con Anne Mosley, di Ancoats, imparentandosi così con il noto ministro nonconformista John Angier. L'accrescere della sua popolarità tra i fedeli, tuttavia, fu foriero di numerosi e gravi problemi, finendo sotto processo sia presso la Diocesi di Norwich che in quella di Chester. Il vescovo di Chester, John Bridgeman presentò contro di lui cinquantuno capi di accusa, tra i quali quello di predicare contro la disciplina della chiesa e di dare il sacramento della comunione anche a coloro che non si inginocchiavano. A quest'ultima accusa Thomas Case si difese asserendo che le riunioni di fedeli erano così affollate che non v'era spazio per inginocchiarsi.

## Lo schieramento con il Parlamento
Nel 1641, invitato a seguire Sir William Brereton, si trasferì a Londra, dove divenne ministro presso la chiesa di St Mary Magdalen, in Milk Street. Tra il 1641 ed il 1642 divenne predicatore in diverse cappelle londinesi, ed il 16 ottobre 1642 la Camera dei Comuni lo nominò rettore della chiesa di St. Martin's-in-the-Fields, e predicatore presso la chiesa di St Mary Aldermanbury dove era rettore Edmund Calamy il Vecchio. Sui pulpiti di queste due chiese, Case predicò in favore della Solemn League and Covenant, ovvero l'accordo stretto tra i Roundhead inglesi e i Covenanters scozzesi in materia religiosa. Per queste sue attività venne nominato uno dei confessori del Parlamento Lungo al cospetto del quale ebbe modo di predicare di frequente. Il poeta Samuel Butler nel suo poema eroicomico Hudibras, prende Case come esempio di fervente predicatore:
Il 26 ottobre 1642 recitò un suo sermone al cospetto della Camera dei Comuni durante una solenne veglia di digiuno, che dedicò all'ancora influente generale Sir William Brereton ed il 10 febbraio 1646 dedicò allo stesso un altro suo sermone in onore della sua vittoria nell'assedio di Chester.

Nel 1643 Case entrò a far parte dei membri ecclesiastici dell'Assemblea di Westminster, diventandone presto uno dei protagonisti, dimostrandosi favorevoli all'introduzione del presbiterianismo.

## Il ritorno alla causa realista e le accuse di complotto
A partire dal 1648 la sua adesione alla causa parlamentare divenne sempre più ambigua, in quell'anno firmò una dichiarazione di protesta contro gli atti parlamentari che sancivano la destituzione di Carlo I. Nel 1649 si dichiarò contrario alla firma al cosiddetto engagament (coinvolgimento), ovvero l'appoggio a tutti gli atti e le decisioni del Parlamento, e per questo venne espulso per volere della Camera dei Comuni dal suo incarico di rettore di St Mary Magdalen in Milk Street. Nel 1651, quando Carlo I si trovava nel Lancashire per trovare un accordo con gli Scozzesi per riprendere il potere, Case si adoperò per protestare contro il Parlamento e venne coinvolto nel cosiddetto complotto di Love, ordito a Londra con la complicità di altri presbiteriani per restituire il potere a Carlo I. In aprile del 1651 il complotto venne scoperto dal Parlamento che ordinò l'arresto dei suoi protagonisti, ed il 2 maggio fu la volta di Case, insieme a William Jenkins e Christopher Love, e vennero arrestati e condotti nella Torre di Londra con l'accusa di alto tradimento e tutte le sue proprietà ed i suoi beni vennero confiscati. Rimase in detenzione per un periodo di sei mesi, durante i quali sua moglie ebbe la concessione di alloggiare nella stessa cella. Sia lui che il suo amico Robert Herrick (che era rimasto coinvolto con altri ministri del Lancashire) furono destinati dal Parlamento ad essere processati, ma nel mese di ottobre del 1651, Case scrisse una petizione alla Camera dei Comuni che venne giudicata sufficiente per condonare ad entrambi tutti i capi di accusa.

Durante la sua prigionia, Cause redasse alcune riflessioni che erano state oggetto delle sue prediche nel corso della sua attività nella chiesa di St Mary Aldermanbury, che vennero pubblicate successivamente nel 1653 con il titolo di Correction, Instruction: or, A Treatise of Afflictions, con una dedica al suo amico puritano e presbiteriano Thomas Manton; l'opera raggiunse la terza edizione in quello stesso anno. Dopo il suo rilascio, Case divenne lettore presso la chiesa di St Giles in the Fields, nel borgo londinese di Camden, e ne divenne rettore alla morte del suo predecessore. La sua fedeltà alla causa realista trovò compimento quando venne scelto tra i delegati presbiteriani inviati a salutare il nuovo sovrano, Carlo II d'Inghilterra, nella sua residenza all'Aia. Durante il periodo della Restaurazione, Case venne nominato tra i cappellani del re e prese parte alla Conferenza del Savoy del 1661 dove si cercò una riconciliazione ecumenica di tutte le fedi religiose all'interno della Chiesa anglicana.

Con l'emanazione dell'Atto di uniformità del 1662, tuttavia, Case venne espulso da tutti i suoi incarichi religiosi, pur permanendo a Londra. Quando morì, nel 1682, venne sepolto nella Christ Church Greyfriars di Newgate.

## Opere
- Correction, Instruction: or, A Treatise of Afflictions (1653)
- Imitation of the Saints opened in Practical Meditations (1666)
- Mount Pisgah: or, A Prospect of Heaven (1670)